# Закон Клайбера
Закон Клайбера (метаболический закон 3/4) — биохимическое правило, связывающее скорость основного обмена и массу организма. Закон был сформулирован швейцарским учёным Максом Клайбером на основе наблюдений, сделанных в начале 1930-х годов. 
Клайбер заметил, что для подавляющего большинства животных скорость основного обмена (минимальное количество энергии, расходуемое организмом для поддержания жизнедеятельности в состоянии покоя) пропорциональна массе их организма в степени 3/4:
{\displaystyle q_{0}\sim m^{3/4}.}
где  {\displaystyle q_{0}} — основной обмен животного, и {\displaystyle m} — масса животного.
Таким образом, если масса кошки в 100 раз больше массы мыши, то основной обмен у кошки лишь в 32 раза больше, чем таковой у мыши.